# Shimun XXI Benyamin
Shimun XXI Benyamin (en siríaco : ܡܪܝ ܒܢܝܡܝܢ ܫܡܥܘܢ ܥܣܪܝܢ ܘܩܕܡܝܐ  (n; 3 de julio de 1887 en Qodshanes - 16 de marzo de 1918 en Kohnashahr/Salmas) fue un catholicos, mar o patriarca de la Iglesia Asiria de Oriente, iglesia en la cual es mártir .

## Biografía
Nació en el año 1887 en el pueblo monástico cristiano difisita de Qodshanes ubicado en la entonces provincia del Imperio Otomano llamada provincia de Hakkari, en el sureste de la actual Turquía. Su tío paterno era Mar Shimun XVIII de Rubil patriarca entre 1860-1903, y su madre era Asyat, hija de Kambar de Iyil. Tuvo seis hermanos y hermanas: Isaías, Zaya, Polos o Paulus (Quien lo sucedió como patriarca), David, Hormizd y Surma.
Fue consagrado metropolita el 2 de marzo de 1903 por su tío, el ya citado Catholicos Patriarca Mar Shimun XVIII de Rubil también conocido como Mar Shimun XX Ruwil quien murió el 16 de marzo de 1903. Sucedió a su predecesor recibiendo la consagración como patriarca durante el domingo de ramos (en el calendario gregoriano: 30 de marzo de ese año) en la iglesia de Mar Shalita de Qodshanes a la edad de dieciocho años y ocupó al mismo tiempo la sede patriarcal de Seleucia-Ctesifonte en Qudshanes durante quince años. Durante la Primera Guerra Mundial y el genocidio de cristianos armenios, griegos y asirios , quienes sufrieron Crímenes de Lesa Humanidad por parte de los jóvenes turcos. Por lo tanto, el Patriarca Católico asirio apoyó el ataque ruso-armenio contra el Imperio Otomano y Turquía. Esto, a su vez, llevó a peores masacres contra los asirios cuando los rusos se retiraron después de la Revolución de Octubre . Los sobrevivientes asirios tuvieron que abandonar su tierra natal en las montañas hoy kurdas y huyeron a Salamas (el actual norte de Irán ). La mayoría de las diócesis tuvieron que ser abandonadas durante el éxodo, y Shimun XIX Benyamin fue asesinado en una emboscada islámica kurda. En marzo de 1918, Mar Benyamin junto con 150 de sus guardaespaldas fueron asesinados por Simko Shikak (Ismail Agha Shikak), un agha kurdo, en la ciudad de Salmas (Persia) durante un momento que se consideraba de tregua (véase: genocidio asirio). En efecto, en marzo de 1918 bajo el pretexto de una reunión a los efectos de una cooperación, Simko preparó el asesinato de Mar Shamon (Mar Shimun XXI Benyamin) durante una emboscada cuando el patriarca estaba en su carruaje acompañado por 150 guardaespaldas; el anillo patriarcal fue robado en ese momento y el cuerpo del patriarca sólo fue recobrado unas horas después. (Relato de un asirio llamado Daniel d-Malik Ismael, testigo directo de los hechos, publicado en Teherán en 1964.) . Luego de ser recuperado su cadáver fue sepultado con honores en el cementerio de la Iglesia armenia de Khosroabad (Khosrova o Josrova). Su sucesor en el patriarcado fue uno de sus hermanos Shimun XXII Polos quien con los supervivientes de su pueblo se refugió en 1918 en Irak que ya estaba controlado por el Reino Unido.

## Citas
Durante la Primera Guerra Mundial, el Patriarca Shimun XXI Benyamin  o Benjamin Mar-Shimun demostró ser uno de los aliados más confiables del Imperio ruso ante el expansionismo turco. Ya el 3 de agosto de 1914, Mar Shimun Benyamin convocó a Vani Wahi Tahsim Pasha y  el patriarca inmediatamente comenzó a formar unidades de autodefensa. Posteriormente, para presionar al patriarca Shimun XXI Benyamin , los invasores turcos  islámicos secuestraron a su hermano Hormizd, que estudió en Constantinopla durante el Domingo rojo (24 de abril de 1915). Al mismo tiempo los turcos, entregaron un ultimátum: el joven Hormizd sería ahorcado si los asirios no entregaban sus armas de inmediato. Mar Shimun Benyamin respondió que después de todos los horrores perpetrados por los turcos sobre los asirios, el desarme era imposible, y agregó:
“Como mi hermano está solo y mi gente es mucha, tengo que elegir perder a mi hermano, ¡pero salvar a mi gente!".

"Es imposible para mí y mi gente rendirse después de ver las atrocidades hechas a mi pueblo asirio por su gobierno [el turco]. Por lo tanto, mi hermano es uno, mi pueblo son muchas personas, yo preferiría perder mi hermano, pero no a mi nación"

.
Ante el genocidio asirio perpetrado por turcos islámicos y en nombre de su estado teocrático no reconocido, Mar Shimun Benyamin  declaró la guerra al Imperio Otomano. Hormizd fue asesinado por los turcos  y las tropas turcas y kurdas lanzaron un ataque masivo contra el enclave  cristiano asirio en las montañas Hakkari.